# Jõe (Laimjala)
Jõe – wieś w Estonii, w prowincji Sarema, w gminie Laimjala.